# 加央孟他讓國家公園
3°12′N 115°30′E / 3.200°N 115.500°E

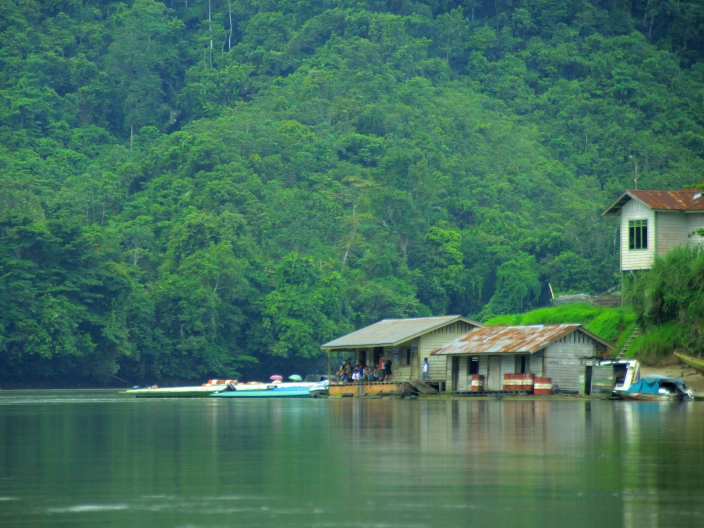

加央孟他讓國家公園是印尼的國家公園，位於婆羅洲，處於北加里曼丹省，成立於1996年，面積13,605平方公里，有馬來穿山甲、食蟹獼猴、長鼻猴、懶猴、雲豹、紋貓、扁頭豹貓、亞洲小爪水獺、馬來熊、霍氏縞靈貓等哺乳類動物棲息。